# 所罗门宫

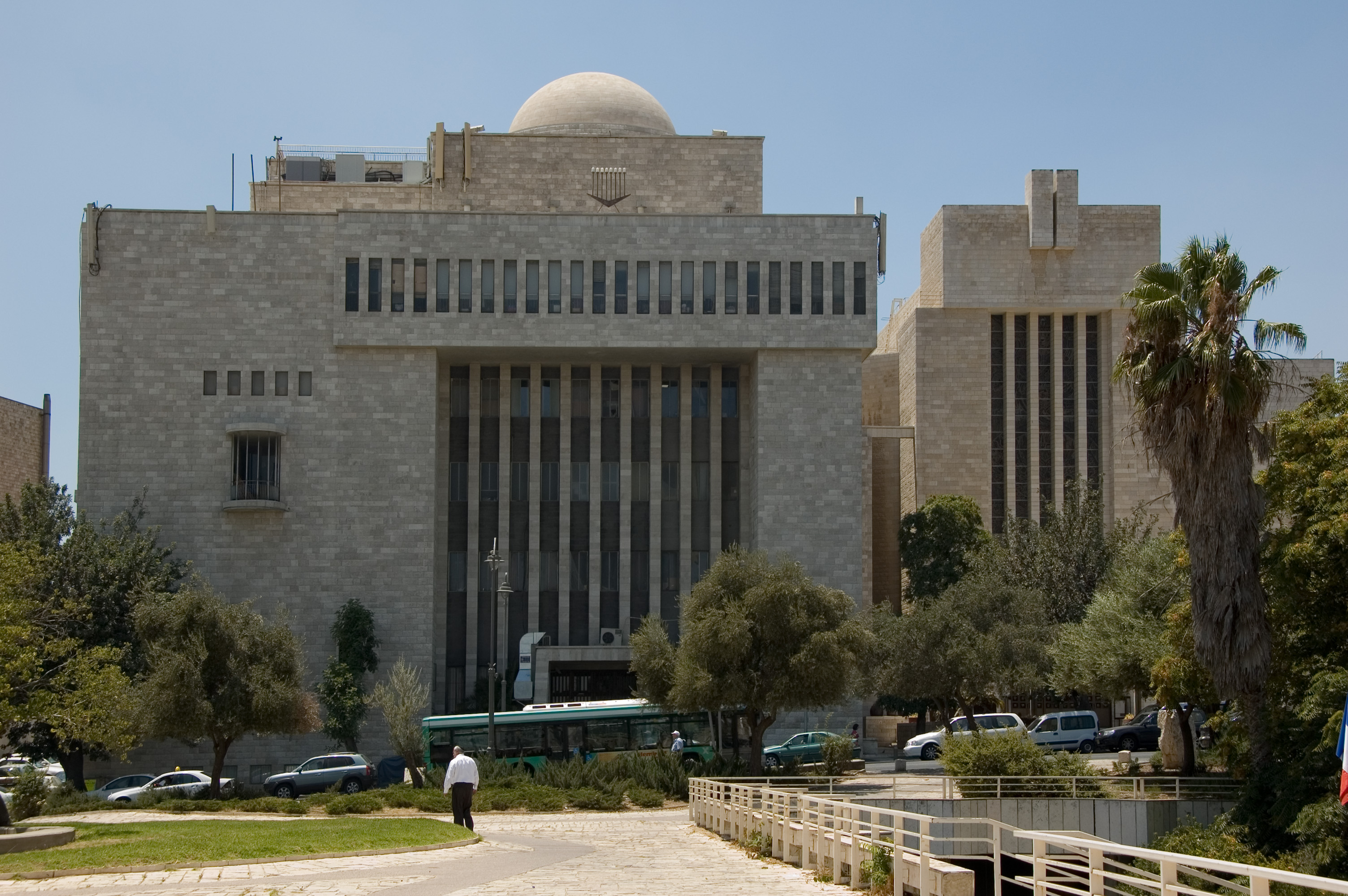
所罗门宫

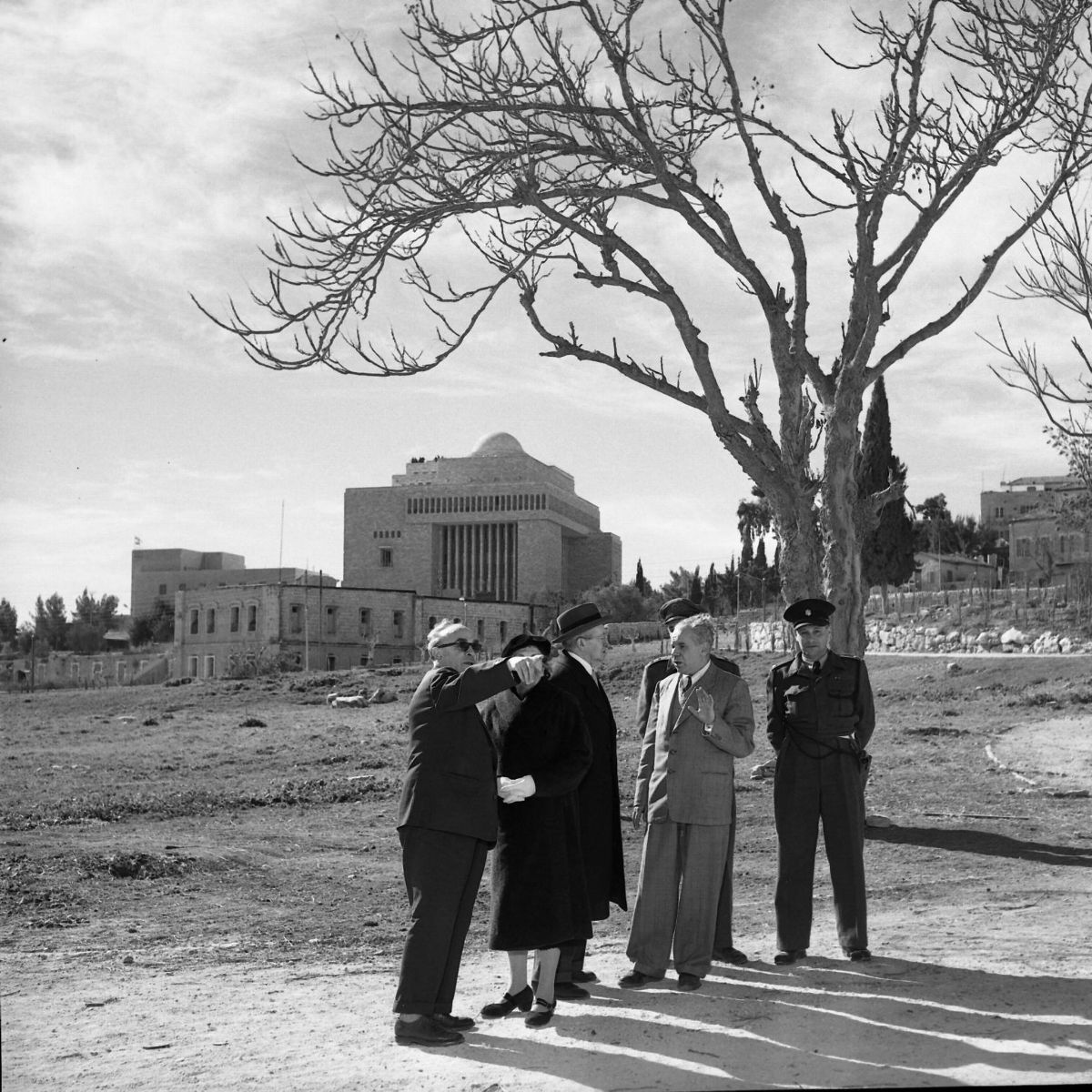
1959年

所罗门宫（Heikhal Shlomo）位于耶路撒冷乔治王街，毗邻大犹太会堂，是以色列首席拉比曾经的驻地。

## 历史
建于1958年，该建筑目前设有犹太遗产博物馆、Renanim 犹太会堂和办公区域等。其对面是Leonardo Plaza Hotel Jerusalem酒店。
2009年，教宗本笃十六世来访。